# Ōnojō (Fukuoka)
Ōnojō (大野城市 Ōnojō-shi?) es una ciudad localizada en Fukuoka, Japón. Tiene una población estimada, a inicios de 2022, de 101 849 habitantes.
Su superficie total es de 26,89 km².
La ciudad fue fundada el 1 de abril de 1972.
En los hechos es un suburbio de la ciudad de Fukuoka.